# 문화학 (사회과학)
문화학(culturology 혹은 science of culture)이란 문화를 전체로서 다루는, 즉  이해·서술·분석·예견하는 사회과학의 한 분야이다. 레슬리 A. 화이트가 1949년에 자신의 이론을 명명한 데에서 비롯되었다. 문화는 자체의 법칙을 따르며 경제학, 심리학, 생물학 등 타학문에 의해 온전히 설명할 수 없다는 이론이다.  
문화학은 통일적 인간관과 세계관을 마련해서 보편적 규범체계를 마련하려 하지는 않지만, 문화학이 목표로 삼는 것은 인간의 자기·세계이해다. 문화적 조건속에서 인간으로 존재한다고 한다.
이를 위해 문화학은 문화로 연구영역을 넓혀야 한다고 주장한다. 왜냐하면 인간이 창조한 문화에 의해 인간은 역으로 규정되고 있기 때문이다.

## 연구 대상
이상엽 교수에 따르면 문화학은 인간의 삶을 규정하는 모든 문화기제들이 그 대상영역이다.
첫째, 지식이 생산되고 분배되는 매커니즘, 즉 학문문화를 연구하는 것이다. 왜냐하면 지식인들의 학문문화에서 어떤 패러다임이 승리하고 또 몰락했는가에 따라 인간의 세계해석방식과 일상생활이 변하기 때문이다.
둘째, 자연을 인식하는 방식의 변화에 관한 연구, 즉 자연의 문화사에 대한 연구이다. 자연은 그 동안 자연철학적·종교적·도구적·낭만적·생태적 등의 관점에서 상이하게 해석돼 왔고, 자연과학에 의한 자연이해는 근대 이후의 일이다. 상실된 자연의 지각 및 해석관점들을 복권시켜 자연과의 새로운 관계를 모색하려 한다. 
셋째, 인간에 대해 기술이 갖는 규정적 힘을 탐구하는 기술의 문화사가 있다. 부분적 의미를 가졌던 기술이 역사의 어느 단계에서 전면에 등장했는가를 살펴보고, 기술이 일상생활에 미치는 영향들을 세밀하게 관찰하는 것이다.
넷째, 매체(미디어)에 관한 연구다. 인간은 항상 매체에 의해 매개돼 있다. 달리 말해 매체에 의해 규정돼 있다. 다양한 매체들의 탄생사를 살펴보고, 각각의 매체들은 어떤 방식으로 인간의 인식·행위·체험구조를 변형시키는가를 관찰한다. 대중매체연구는 그 중심을 차지한다.
다섯째, 위의 연구의 결과물을 토대로 인간관의 역사적 변화를 탐구하는 역사적 인간학이 있다. 인간에 관한 담론들의 탄생사와 인간의 사유·행위·상상력·감각·감정·느낌 등을 코드화하는 과정을 탐색한다. 감각의 역사에 대한 탐구를 그 예로 들 수 있다.
이상에서 볼 때 문화학의 과제는 인간의 삶을 규정하는 문화기제들의 생성 및 작용연관을 역사적·체계적으로 해석하고 모델화해 지식으로 제공하는 것이다. 그 지식들은 대중이 스스로 자기를 이해하고 자신의 실천적 행위방식을 고안할 때 영양분으로 작용할 것이다.

## 여담
문화학 중에서 특히 문화경영학을 전공하는 학자의 경우 석사 학위를 MBA로 취득하는 경우가 많다. 이는 기성 문화학에서는 문화 경영 부문이 약하고 일반적인 학술 경영학 학위의 경우 과하게 경영학 이론에 치중하여 경영 기술적 측면을 공부하기 위함이다.

## 같이 보기
- 문화
- 문화연구